# The King Blues
I The King Blues sono un gruppo musicale inglese formatosi nel 2004 a Londra.
Scioltosi nel 2012 dopo quattro album, è ritornato in attività nel 2015.

## Formazione

### Formazione attuale
- Jonny "Itch" Fox – voce, ukulele (2004-2012, 2015-presente)
- Jamie Jazz – chitarra, voce secondaria (2004-2012, 2015-presente)
- Mike "Fruitbag" Payne – chitarra, percussioni, cori (2008-2010, 2015-presente)

### Ex componenti
- Dean Ashton – chitarra, basso, cori (2010-2012)
- Kat Marsh – basso, cori (2010-2012)
- Jack Usher – batteria, percussioni, cori (2010-2012)

## Discografia

### Album in studio
- 2006 – Under the Fog
- 2008 – Save the World. Get the Girl
- 2011 – Punk and Poetry
- 2012 – Long Live The Struggle

### EP
- 2004 – All Fall Down
- 2007 – Taking Over
- 2008 – The Engine Room Acoustic Session